# Академия знаний
Академия знаний (пол. Akademia Umiejętności, AU) — польское научное общество, существовавшее в Польше с 1872 года. В 1919 году Академия знаний стала основой современной Польской академии знаний.

## История
Академия знаний была основана в 1871 году в Кракове и стала преемницей Краковского научного общества, существовавшее с 1815 года.
В начале 1873 года состоялось торжественное открытие, на котором присутствовал австрийский император Франц Иосиф I.
Первое собрание Академии знаний состоялось 18 февраля 1873 года. Первоначально Академия знаний состояла из краковских учёных и филологического, историко-философского и математическо-естественное отделений. Постепенно Академия знаний расширила свою деятельность среди польских учёных в Царстве Польском и в других странах, где проживали поляки. Главной целью Академии знаний была организация научных исследований и высшего образования, а также материальная поддержка польских учёных.
В 1893 году в собственность Академии знаний было передано значительное книжное собрание из Польской парижской библиотеки.
В 1919 году, вскоре после восстановления независимости Польши, Академия знаний была преобразована в Польскую академию знаний (Polska Akademia Umiejętności, PAU).

## Президенты Академии знаний
- Юзеф Майер (1871—1890)
- Станислав Тарновский (1890—1917)
- Казимеж Моравский[англ.] (1918—1925)